# Gunnar Tilling
Karl Gunnar Tilling, född 27 april 1914 i Enköping, Uppsala län, död 10 november 1987 i Västerås, var en svensk läkare. Han var kusin till överingenjör Albin Tilling.
Han var son till fabrikör August Karlsson och Hulda Tilling. Efter studentexamen i Västerås 1933 studerade han vid Uppsala universitet där han blev medicine kandidat 1937, medicine licentiat 1943 och medicine doktor 1958. Han var tillförordnad provinsialläkare i olika distrikt 1943–1944, underläkare vid Pensionsstyrelsens sjukhus i Nynäshamn från 1944, tillförordnad provinsialläkare inom Söderhamns distrikt från 1947, förste underläkare vid röntgenavdelningen på Västerås lasarett från 1948. Han blev förste underläkare vid röntgenkliniken på Akademiska sjukhuset 1954, förste underläkare och biträdande lasarettsläkare vid röntgenavdelningen på Västerås lasarett från 1957. Han författade skrifter i röntgenologi.
Han gifte sig 1942 med Maja Dahl (1916–2019) och blev far till barnen Birgitta (född 1943), Björn (född 1945) och Staffan (född 1951). Makarna Tilling är begravda på Hovdestalunds kyrkogård.